# Алту-Алегри (Сан-Паулу)
Алту-Алегри (порт. Alto Alegre) — муниципалитет в Бразилии, входит в штат Сан-Паулу. Составная часть мезорегиона Арасатуба. Входит в экономико-статистический микрорегион Биригуи. Население составляет 3872 человека на 2006 год. Занимает площадь 318,216 км². Плотность населения — 12,2 чел./км².

## История
Город основан 30 сентября 1938 года.

## Статистика
- Валовой внутренний продукт на 2003 составляет 46 696 076,00 реалов (данные: Бразильский институт географии и статистики).
- Валовой внутренний продукт на душу населения на 2003 составляет 11 527,05 реалов (данные: Бразильский институт географии и статистики).
- Индекс развития человеческого потенциала на 2000 составляет 0,774 (данные: Программа развития ООН).

## География
Климат местности: субтропический. В соответствии с классификацией Кёппена, климат относится к категории Cfb.